# Trappistinnenabtei Clarté-Dieu
Die Trappistinnenabtei Clarté-Dieu ist seit 1955 ein afrikanisches Kloster in Murhesa, Bukavu, Distrikt Cyangugu, Territorium Kabare, Sud-Kivu, Erzbistum Bukavu, im Osten der Demokratischen Republik Kongo, an der Grenze zu Ruanda.

## Geschichte
Als 1954 Mönche der Abtei Scourmont das Trappistenkloster Mokoto gründeten, ging auf ihren Spuren die Äbtissin von Kloster Igny, Lutgarde Lehalle, mit einigen Gefährtinnen nach Belgisch Kongo (heute: Demokratische Republik Kongo) und gründete 20 Kilometer von Bukavu entfernt das Kloster Clarté-Dieu („Helligkeit Gottes“), das bereits 1956 zur Abtei erhoben wurde. Seit Ausbruch des Bürgerkriegs hatte das Kloster zu leiden. 1964 wurde es bedroht, blieb aber letztlich verschont. Zwischen 1996 und 1998 gab es Plünderungen und Verletzungen. Am 7. Dezember 2009 wurde Schwester Denise Kahambo Murahirwa im Kloster von Soldaten erschossen. Vier Tage später konnte ein weiterer Angriff auf das Kloster von der Polizei zurückgeschlagen werden.
Im Jahre 2000 gründeten Schwestern von Clarté-Dieu in Kibungo, Ruanda, das Kloster Kibungo.

## Oberinnen und Äbtissinnen
- Lutgarde Lehalle (1954–1974)
- Thérèse Kantengwa (1974–1992)
- Emmanuel Kinyogote (1992)
- Martine Royer (1996)
- Madeleine Masitaki (1997–1999)
- Jeanne Lubingo (1999–2004; 2007–2013)
- Lutgarde Rousselot (2004–2007)
- Hortense Mituga (2013–2019)